# Симеон Лазовић
 Симеон Лазовић (око 1745, Бијело Поље — 1817) био је српски сликар и један од најпознатијих иконописаца свог времена на Балкану.

## Биографија
Рођен је око 1745. године у Бијелом Пољу. Свештеник Симеон Лазовић и његов син Алексије Лазовић најпознатији по томе што су осликавали иконе олтарских паравана (иконостаса) и зидове српских православних параклиса Светог Димитрија и Светог Николе на Косову.
Већина икона припада 18. и раном 19. веку; најбоље међу њима урадио је Симеон Лазовић крајем 18. века. Његов стил је наставио традицију византијског сликарства. Отац је сликара Алексија Лазовића.

## Радови
Међу делима Симеона Лазовића су иконе сачуване у Кућанској брвнари у Новој Вароши из 1780. године и у цркви Светих апостола Петра и Павла у Сирогојну.
Радио је на иконостасу у цркви Светог Ахилија у Ариљу као и на иконостасу манастира Света Тројица у Пљевљи.
Са сином Алексијем осликао је иконостасе параклиса Светог Димитрија и Светог Николе у Високим Дечанима, као и иконостас манастира Савина у Херцег Новом, 1795. године. Такође, аутор је иконостаса и фресака из 1805. године у цркви Светог Николе у Брезови и многих других широм Далмације, Црне Горе, Босне и Херцеговине и Србије.
Радио је такође на иконостасима у црквама Преображења Христовог у Доњој Белој Реци, Светог Срђа и Вакха у Подима, Цркви брвнари у Севојну, Светог Петра и Павла у Јелакцима, Саборној цркви у Шибенику, у манастиру Пећка патријаршија и многим другим.